# Chesterfield
Pour les articles homonymes, voir Chesterfield (homonymie).
Chesterfield est une ville britannique située dans le Derbyshire, en Angleterre. La ville, située au sein d'une agglomération d'environ 100 000 habitants comporte une population estimée à 72 000 habitants.
Chesterfield est une ancienne ville marchande.

## Lieux et monuments

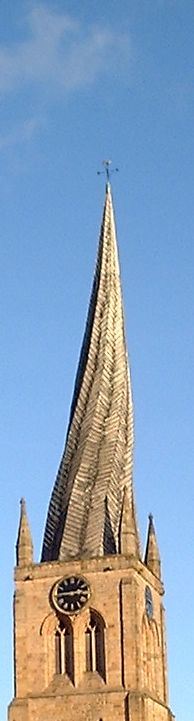
Le clocher tors de Chesterfield.

L'église Sainte-Marie date du XIVe siècle et possède un clocher tors, c'est-à-dire tordu et penché. La flèche tourne de gauche à droite de 1/8e de tour, de plus il a un dévers de 3 mètres par rapport à la verticale. Elle penche un peu plus chaque année, mais elle ne risque pas de tomber. Plusieurs hypothèses existent au sujet de la torsion, mais il est vraisemblable qu'elle est due à un manque d'enrayures, à un bois trop vert au moment de la construction, période où régnait la peste, et surtout au poids de la couverture. Celle-ci est en plaques de plomb et pèse plus de cinquante tonnes. Le 22 novembre 1961, un incendie s'est déclaré dans le transept nord et s'est étendu à tout le bâtiment, menaçant le clocher, qui fut maîtrisé au bout de deux heures et le clocher fut sauvé.

## Sports
La ville héberge le club de football de Chesterfield FC.

## Histoire
La ville a reçu sa Charte en 1204, par le roi Jean d'Angleterre.

## Jumelages
| Ville | Ville     | Pays | Pays      | Période                 |
| ----- | --------- | ---- | --------- | ----------------------- |
|       | Darmstadt |      | Allemagne | depuis 1959             |
|       | Troyes,   |      | France    | depuis le 28 avril 1973 |
|       | Tsumeb    |      | Namibie   | depuis 1993             |
|       | Yangquan  |      | Chine     | depuis 1987             |

## Personnalités liées à la commune
- Olave Baden-Powell (1889-1977), succédé et survécu à son mari, Robert Baden-Powell le fondateur du scoutisme et du guidisme, y est née ;
- Dan Bramble, (1990-), athlète britannique, y est né ;
- Barbara Castle (1910-2002), femme politique; membre du Parti travailliste, y est née ;
- Frank Fraser Darling (1903-1979), écologiste, ornithologue, agriculteur et écrivain, y est né ;
- Fred Davis (1913-1998), joueur de snooker professionnel, y est né ;
- Steve Elcock (1957 -), compositeur anglo-français, y est né ;
- Laura Hill (1976-), joueuse professionnelle de squash, y est née ;
- John Hurt (1950-2017), acteur, y est né ;
- Violet Markham (1872-1959), écrivaine, réformatrice sociale, militante contre le suffrage féminin et administratrice, y est grandit ;
- Emma Miller (1839-1917), organisatrice syndicale pionnière, suffragette australienne, y est née ;
- Robert Robinson (1886-1975), chimiste et lauréat du prix Nobel de chimie de 1947, y est né ;
- Phil Taylor (1954-2015), batteur du groupe de heavy metal Motörhead, y est né ;
- Peter Wright (1916-1995), scientifique et officier de contre-espionnage au sein du Security Service ou MI5, y est né.